# 山上安見子
山上 安見子（やまうえ やすみこ）は、日本の小説家。

## 人物
日本文藝家協会会員  歴史時代作家協会会員　日本西洋古典学会会員　僧名妙雅（臨済宗）茶名宗雅（表千家）趣味は寄席巡り 京大文学部科目等履修生リトルガリヴァー文学賞受賞　「喫茶去　ちゃちゃと利休」近日刊行
- ー社刊　ISBN 4903970914
- 電子書籍　　「パンテイーの干してある家」リトルガリバー社刊